# 下江川村
下江川村（しもえがわむら）は那須郡に属していた村である。

## 地理
現在の那須烏山市の北西部、旧南那須町の北部に位置する。
- 河川：江川、岩川

## 歴史

### 村域の変遷
- 1889年（明治22年）4月1日 - 町村制施行により、熊田村、月次村、志鳥村、上川井村、下川井村、南大和久村、藤田村、三箇村が合併し那須郡下江川村が成立する。
- 1954年（昭和29年）6月1日 - 下江川村は荒川村と合併し南那須村が発足。下江川村は消滅。

変遷表
| 1868年 以前 | 1868年 以前 | 明治7年    | 明治22年 4月1日 | 昭和29年 6月1日 | 昭和46年 9月1日 | 平成17年 10月1日 | 現在       |
| ----------- | ----------- | ---------- | --------------- | --------------- | --------------- | ---------------- | ---------- |
|             | 熊田村      | 熊田村     | 下江川村        | 南那須村        | 町制            | 那須烏山市       | 那須烏山市 |
|             | 中井上村    | 熊田村     | 下江川村        | 南那須村        | 町制            | 那須烏山市       | 那須烏山市 |
|             | 新熊田村    | 熊田村     | 下江川村        | 南那須村        | 町制            | 那須烏山市       | 那須烏山市 |
|             | 月次村      |            | 下江川村        | 南那須村        | 町制            | 那須烏山市       | 那須烏山市 |
|             | 志鳥村      |            | 下江川村        | 南那須村        | 町制            | 那須烏山市       | 那須烏山市 |
|             | 上川井村    |            | 下江川村        | 南那須村        | 町制            | 那須烏山市       | 那須烏山市 |
|             | 下川井村    |            | 下江川村        | 南那須村        | 町制            | 那須烏山市       | 那須烏山市 |
|             | 大和久村    | 南大和久村 | 下江川村        | 南那須村        | 町制            | 那須烏山市       | 那須烏山市 |
|             | 藤田村      |            | 下江川村        | 南那須村        | 町制            | 那須烏山市       | 那須烏山市 |
|             | 入江野村    | 三箇村     | 下江川村        | 南那須村        | 町制            | 那須烏山市       | 那須烏山市 |
|             | 塙村        | 三箇村     | 下江川村        | 南那須村        | 町制            | 那須烏山市       | 那須烏山市 |
|             | 西戸田村    | 三箇村     | 下江川村        | 南那須村        | 町制            | 那須烏山市       | 那須烏山市 |

## 大字
- 熊田（くまだ）
- 月次（つきなみ）
- 志鳥（しとり）
- 上川井（かみかわい）
- 下川井（しもかわい）
- 南大和久（みなみおおわぐ）
- 藤田（ふじた）
- 三箇（さんが）

## 人口・世帯

### 人口
総数 [単位： 人]
| 1891年（明治24年） | 4,820 |
| 1920年（大正 9年） | 6,596 |
| 1935年（昭和10年） | 7,016 |
| 1950年（昭和25年） | 8,841 |

### 世帯
総数 [単位： 世帯]
| 1920年（大正 9年） | 1,272 |
| 1935年（昭和10年） | 1,258 |
| 1950年（昭和25年） | 1,477 |